# Paweł Oszek
Paweł Oszek (ur. 4 maja 1889 w Zabrzu, zm. 28 kwietnia 1961 w Świętochłowicach) – powstaniec śląski.

## Życiorys
Urodzony w rodzinie robotniczej, brat Roberta Oszka. Z zawodu kierowca i mechanik samochodowy. W latach 1909–1911 odbył służbę wojskową w niemieckich jednostkach zmotoryzowanych i w tym samym charakterze również podczas I wojny światowej. 
W 1918 r. zdezerterował, następnie został członkiem POW w Warszawie. Od listopada 1918 w Wojsku Polskim. W listopadzie 1920 r. został oddelegowany na Górny Śląsk i zaprzysiężony w POW Górnego Śląska. W okresie III powstania śląskiego był kierowcą wozu pancernego w Grupie "Północ". Po likwidacji powstania wstąpił do tajnej Organizacji "P". W latach 1922–1926 ponownie służył w Wojsku Polskim, natomiast w latach 1927-1939 był kierowcą w hurtowniach Polskiego Monopolu Tytoniowego w województwie śląskim. W sierpniu 1939 roku przystąpił do Ochotniczych Oddziałów Powstańczych w Katowicach i Świętochłowicach. Uczestniczył w kampanii wrześniowej. W czasie okupacji przebywał na terenie Warszawy. Członek  Związku Weteranów Powstań Śląskich, a od 1949 roku Związku Bojowników o Wolność i Demokrację.
Pochowany na Cmentarzu garnizonowym w Katowicach.    